# Озёрные экосистемы
Экосистема озера включает биотические (живые) растения, животных и микроорганизмы, а также абиотические (неживые) физические и химические взаимодействия.
Озёрные экосистемы являются яркими примерами стоячих экосистем. К стоячим относятся застойные или слаботекущие воды (от латинского Lentus-вялый). Стоячие воды колеблются от прудов, озёр до водно-болотных угодий. Стоячие экосистемы можно сравнить с текучими экосистемами, в которые входят текучие наземные воды, такие как реки и ручьи. Вместе эти два поля формируют более широкую область исследования пресной воды или водной экологии.
Стоячие системы разнообразны, начиная от маленького, временного бассейна дождевой воды на несколько сантиметров, до глубокой — озера Байкал, который имеет максимальную глубину 1740 м. Общее различие между бассейнами прудов и озёр является расплывчатым, но Браун утверждает, что пруды и бассейны имеют освещённые придонные области, в то время как озёра — нет. Кроме того, некоторые озёра стали сезонно расслаиваться (обсуждается более подробно ниже). Пруды и бассейны имеют две области: пелагическая зона открытой воды и бенталь, который включает регионы дна и берега. Так как озёра имеют нижние глубокие регионы, которые не подвергаются воздействию света, эти системы имеют дополнительную зону, глубинную (профундали). Эти три области могут иметь очень разные абиотические условия и, следовательно, множества видов, которые специально адаптированы к жизни там.

## Важные абиотические факторы

### Свет
Свет поставляет солнечную энергию, необходимую для управления процессом фотосинтеза — основным источником энергии стоячих систем (Бронмарк и Хэнсон, 2005). Количество полученного света зависит от комбинации нескольких факторов. Небольшие пруды могут возникнуть из-за затенения окружающими деревьями, а облачный покров может повлиять на наличие света во всех системах, независимо от их размера. Сезонные и суточные колебания также играют роль в лёгкости доступности, потому что чем меньше угол, под которым свет падает на воду, тем больше света теряется при отражении. Это известно как закон Бера (Гиллер и Малмквист, 1998). После того как свет проникает через поверхность, он также может быть разбросан на частицы, взвешенные в толще воды. Это рассеяние снижает общее количество света с увеличением глубины (Мосс 1998, Калфф 2002). Озёра разделены на световые и афотические зоны, предварительно принимающие свет и в дальнейшем полностью его рассеивающие, что делает его лишённым фотосинтетического потенциала (Бронмарк и Хэнсон, 2005). В соответствии с зональностью озера, считается, что пелагические и бентосные зоны лежат в пределах световой области, в то время как профундали в афотической зоне (Браун, 1987).

### Температура
Температура является важным абиотическим фактором в стоячих экосистемах, поскольку большая часть биоты пойкилотермна, где внутренняя температура тела определяется окружающей системой. Вода может нагреваться или охлаждаться посредством излучения с поверхности и теплопроводности из воздуха или окружающего субстрата (Гиллер и Малмквист, 1998). Мелкие водоёмы часто имеют непрерывный градиент температуры — от тёплых вод на поверхности до холодных вод на дне. Кроме того, флуктуации температуры могут быть очень большими в этих системах, как суточные, так и сезонные (Браун, 1987).
В больших озёрах температурные режимы очень отличаются (Рис. 1). В регионах с умеренным климатом, например, при увеличении температуры воздуха, ледяной слой, сформированный на поверхности озера, распадается, оставляя воду при температуре приблизительно 4 ° С. Это температура, при которой вода имеет самую высокую плотность. По ходу сезона, более нагретый воздух разогревает поверхностные воды, что делает их менее плотными. Более глубокие воды остаются прохладными на ощупь и плотными из-за снижения интенсивности проникновения света. Когда начинается лето, два различных слоя с такой большой разницей температур между ними остаются стратифицированными. Нижняя холодная зона в озере называется гиполимнион. Верхняя тёплая зона называется эпилимнион. Между этими зонами находится полоса быстрого изменения температуры, которая называется термоклин. В более холодный осенний сезон потери тепла на поверхности охлаждают и эпилимнион. Когда температура в двух зонах находится примерно равной, воды начинают снова перемешиваться, чтобы создать равномерную температуру, это событие называют переворотом озера. В зимнее время происходит обратная стратификация, воды вблизи поверхности охлаждаются, замерзают, а теплые, но плотные воды остаются вблизи дна. Устанавливается термоклин, и цикл повторяется (Браун, 1987, Бронмарк и Ханссон, 2005).

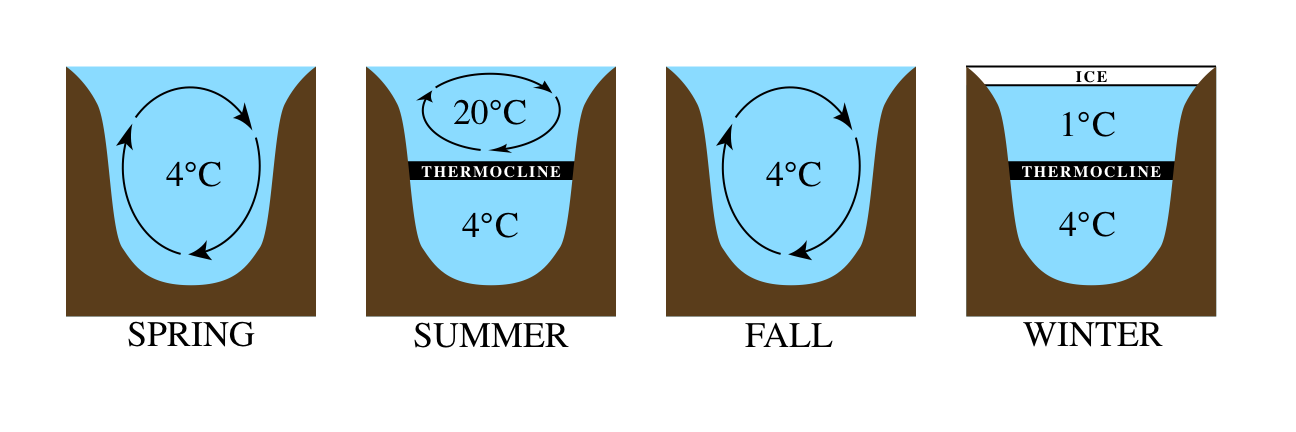
Рис. 1 Сезонная стратификация температуры в озёрах

### Ветер
В открытых системах ветер может создать турбулентные, спиральные поверхностные токи, называемые вращения Ленгмюра. Эти токи ещё недостаточно хорошо изучены, но очевидно, что они включают в себя некоторое взаимодействие между горизонтальными поверхностными течениями и поверхностными гравитационными волнами. Видимым результатом этих вращений, который можно увидеть в любом озере, является поверхность из линий, которые проходят параллельно направлению ветра. Плавучие частицы и мелкие организмы концентрируются во вспениваниях на поверхности, не плавучие объекты находятся в восходящем потоке между двумя вращениями. Объекты с нейтральной плавучестью, как правило, должны быть равномерно распределены в толще воды (Калфф, 2002; Бронмарк и Ханссон, 2005). Эта турбулентность перемешивает питательные вещества в толще воды, что делает её важным для многих пелагических видов, однако её влияние на донные и придонные организмы является минимальной (Калфф, 2002). Степень питательной циркуляции зависит от системы факторов, таких как сила и продолжительность ветра, а также глубины и производительности озера или бассейна.

### Химия
Кислород необходим для дыхания организмов. Количество кислорода, присутствующего в стоячей воде, зависит от: 1) области прозрачной воды, имеющей доступ к воздуху, 2) циркуляции воды в системе и 3) количества кислорода, который образуется и используется организмами (Браун, 1987). В мелководных, богатых растительностью бассейнах могут быть большие колебания большой концентрации кислорода, происходящие из-за фотосинтеза в течение дня и очень низких его значений в ночь, когда дыхание является доминирующим процессом первичных производителей. Тепловое расслоение в больших системах также может влиять на количество кислорода, присутствующего в различных зонах. Эпилимнион является зоной, богатой кислородом, так как он быстро циркулирует, получая кислород из контакта с воздухом. Гиполимнион, в свою очередь, циркулирует очень медленно и не имеет атмосферного контакта. Кроме того, в гиполимнионе меньше зелёных растений, так что меньше кислорода высвобождается в результате фотосинтеза. Весной и осенью, когда эпилимнион и гиполимнион смешиваются, кислород распределяется более равномерно в системе (Браун, 1987). Низкий уровень кислорода характерен профундали из-за накопления разлагающихся растительных и животных остатков, которые падают «дождями» вниз из пелагических и бентальных зон и невозможности поддержки первичными производителями (Браун, 1987).
Фосфор важен для всех организмов, потому что это компонент ДНК и РНК и вовлечён в метаболизм клетки как компонент ATP и АВТОМАТИЧЕСКОЙ ОБРАБОТКИ. Кроме того, фосфор в больших количествах не найден в пресноводных системах, ограничившись фотосинтезом в основных производителях, делая его главным детерминантом непроточного системного производства. Цикл фосфора сложен, но модель, обрисованная в общих чертах ниже, описывает основные положения. Фосфор, главным образом, входит в водоём или озеро через сток водораздела или атмосферным осаждением. После входа в систему реактивная форма фосфора обычно поднимается морскими водорослями и макрофитами, которые выпускают нереактивный состав фосфора как побочный продукт фотосинтеза. Этот фосфор может дрейфовать вниз и стать частью бентического или профундического осадка, или может быть повторно минерализован к реактивной форме микробами в водяном столбе. Точно так же нереактивный фосфор в осадке может быть повторно минерализован в реактивную форму (Бренмарк и Ханссон, 2005). Отложения обычно более богаты фосфором, чем вода озера, однако необходимо учитывать, что у этого питательного вещества может быть долгое время расположения там, прежде чем оно будет повторно минерализовано и введено в систему (Калфф, 2002).

## Непроточная биотическая система

### Бактерии
Бактерии присутствуют во всех областях непроточных вод. Свободно живущие формы находятся в разлагающихся органических материалах, биоплёнка на поверхностях скал и заводов подвешены в водяном столбе и в отложениях бентических и профундических зон. Также другие формы находятся в кишках непроточных животных как паразиты или в качестве сотрапезника. Бактерии играют важную роль в системном метаболизме посредством переработки питательных веществ, который обсужден в секции трофических отношений.

### Первичные производители
Морские водоросли, включая фитопланктон и перифитон, являются основными фотосинтезаторами в водоёмах и озёрах. Многие разновидности имеют более высокую плотность, чем вода, что заставляет их снизиться и остаться в бентосе. Чтобы бороться с этим, фитопланктон разработал механизм изменения плотности путём формирования вакуоли и газовых пузырьков, или изменяя их форму, чтобы вызвать сопротивление, замедляя спуск. Очень сложная адаптация, используемая небольшим количеством разновидностей, является кнутом, подобным хвосту, который может установить вертикальное положение и позволить движение в любом направлении. Фитопланктон может также поддерживать своё присутствие в водяном столбе, будучи распространённым во вращениях Лангмюра. Морские водоросли перифит, с другой стороны, присоединены к основанию. В озёрах и водоёмах они могут покрыть все бентические поверхности. Оба типа планктона важны как источники пищи и как кислородные поставщики.
Водяные растения, живущие и в бентических, и в морских зонах, могут быть сгруппированы согласно их манере роста: 1) всплывающий = прикреплённый ко дну, но с листьями и цветами, расположенными на поверхности, 2) с плавающими листьями = прикреплённый ко дну, но с плавающими листьями, 3) подводный = растущий ниже поверхности и 4) свободно плавающие макрофиты = не внедрённые в основании и плавающие на поверхности. Эти различные формы макрофитов обычно находятся в различных областях бентической зоны вместе со всплывающей растительностью, близкой к береговой линии, тогда как макрофиты с листом плавания сопровождаются подводной растительностью. Свободное плавание макрофитов может происходить где угодно на поверхности системы.
Водяные растения более подвижны, чем их земные коллеги, потому что вода имеет более высокую плотность, чем воздух. Это делает структурную жесткость растений неважной в озёрах и водоёмах (кроме воздушных стеблей и листьев). Таким образом, листья и стебли большинства водяных растений используют меньше энергии, чтобы построить и поддерживать древесную ткань, вместо этого инвестируя избыток этой энергию в быстрый рост. Чтобы бороться с давлением, вызываемым ветром и волнами, растения должны быть и гибкими, и жесткими. Свет, глубина воды и типы основания — наиболее важные факторы, управляющие распространением затопленных водяных растений. Макрофиты — источники еды, кислорода и среда обитания в бентической зоне, но не могут проникнуть через глубины афотической зоны и, следовательно, не найдены там.

### Беспозвоночные
Зоопланктон — крошечные животные, временно подвешенные в водяном столбе. Как фитопланктон, эти виды разработали механизмы, которые препятствуют их снижению в более глубокие воды, включая вызывающие сопротивление формы тела и активно щёлкающие придатки, такие как антенны или шипы. Существование в водяном столбе может иметь преимущества с точки зрения питания, но в этой зоне отсутствуют листья зоопланктона refugia, уязвимого для хищничества. В ответ некоторые разновидности, особенно вид Дафний совершают ежедневные вертикальные миграции в водяном столбе, пассивно снижаясь к более тёмным, более низким глубинам в течение дня и активно двигаясь к поверхности в течение ночи. Кроме того, поскольку условия в непроточной системе могут быть довольно переменными в различные сезоны, зоопланктон имеет способность переключиться с откладывания обычных яиц к покоящимся яйцам, когда отсутствует еда, температура падает ниже 2 °C, или если высоко изобилие хищника. У этих покоящихся яиц есть состояние покоя или период дремоты, который позволяет зоопланктону дожидаться условий, которые более благоприятны для выживания, когда они наконец вылупятся. Беспозвоночные, которые населяют бентическую зону, преимущественно доминируют над маленькими разновидностями и являются видами, богатыми по сравнению с зоопланктоном открытой воды. Они включают Ракообразных (например, крабы, речной рак и креветки), моллюски (например, моллюски и улитки), и многочисленные типы насекомых. Эти организмы главным образом найдены в областях роста макрофитов, богатые ресурсами, очень насыщенная кислородом вода и самая теплая часть экосистемы. Структурно разные «кровати» макрофитов — важные места для накопления органического вещества, предоставляющие идеальную область для колонизации. Отложения и растения также предлагают большую защиту от хищных рыб.
Очень немного беспозвоночных в состоянии населять холодную, темную и бедную кислородом профундическую зону. Те, которые могут, часто красного цвета из-за присутствия больших количеств гемоглобина, который значительно увеличивает количество кислорода, который несут к клеткам. Поскольку концентрация кислорода в этой зоне достаточно низкая, большинство видов строит тоннели или занимает его у тех, кто может перетащить его сквозь толщу воды с минимальными потерями энергии.

### Рыбы и другие позвоночные
У рыб есть диапазон физиологической терпимости, который зависит от того, к каким разновидностям они принадлежат. У них различные летальные температуры, требования растворенного кислорода и необходимость в метании икры, которые основаны на их уровнях, активности и поведении. Поскольку рыбы очень мобильны, они в состоянии менять неподходящие абиотические факторы в одной зоне, просто двигаясь к другой. Едок детрита в профундической зоне, например, который попал в пониженную концентрацию кислорода, может питаться ближе к бентической зоне. Рыба может также изменять своё место жительства во время различных периодов её жизненного цикла: вначале оседает в гнезде, затем перемещается в слабую бентическую зону, чтобы развиться в защищенной окружающей среде с пищевыми ресурсами, и, наконец, в морскую зону, как взрослый.
Также другие позвоночные таксоны населяют непроточные системы. Они включают амфибий (например, саламандры и лягушки), рептилий (например, змеи, черепахи и аллигаторы), и большое количество разновидностей водоплавающей птицы. Большинство этих позвоночных животных тратит часть своего времени в земных средах обитания, и, таким образом, непосредственно не затронуты абиотическими факторами в озере или водоеме. Многие виды рыбы важны как потребители и разновидности добычи более крупным (упомянутым выше) позвоночным животным.

## Трофические взаимоотношения

### Первичные производители
Непроточные системы получают большую часть своей энергии от фотосинтеза, который выполняется водяными растениями и морскими водорослями. Этот коренной процесс включает в себя комбинирование углекислого газа, воды и солнечной энергии, чтобы произвести углеводы и растворенный кислород. В озере или водоеме, потенциальный темп фотосинтеза обычно уменьшается с глубиной из-за ослабления интенсивности света. Однако фотосинтез часто протекает, главным образом, в нескольких миллиметрах от поверхности, вероятно, из-за препятствования ему ультрафиолетовыми лучами. Точная глубина и фотосинтетические темпы этой кривой — определенная система и зависит от: 1) всей биомассы фотосинтезирующих клеток, 2) количества материалов, уменьшающих лучи и 3) изобилия и частотного диапазона пигментов, абсорбирующих свет (то есть хлорофиллы) в фотосинтезировании клеток. Энергия, созданная этими первичными производителями, важна для сообщества, потому что она передается более высоким трофическим уровням через потребление.

### Бактерии
Подавляющее большинство бактерий в озерах и водоемах получает энергию, перерабатывая останки животных и растительности. В морской зоне мертвая рыба и случайный аллохтонный опад — примеры макрочастиц грубого органического вещества (CPOM>1 мм). Бактерии перерабатывают их в микрочастицы органического вещества (FPOM<1 мм) и затем далее в удобоваримые питательные вещества. Маленькие организмы, такие как планктон, также характеризуются как FPOM. Очень низкие концентрации питательных веществ потеряны во время разложения, потому что бактерии используют их, чтобы построить их собственную биомассу. Бактерии, однако, поглощаются простейшими, которые, в свою очередь, потребляются зоопланктоном, и затем выше по трофическим уровням. Питательные вещества, включая те, которые содержат углерод и фосфор, повторно вводятся в водяной столб на любом из уровней этой пищевой цепи через выделения или смерть организма, делая их доступными снова для бактерий. Этот цикл регенерации известен как микробная петля и является ключевым компонентом непроточных пищевых сетей.
Разложение органических материалов может продолжиться в бентических и придонных зонах, если останки проваливаются по водяному столбу, прежде чем быть полностью переваренными морскими бактериями. В самом большом изобилии бактерии найдены в отложениях, где они, как правило, в 2—1000 раз более распространены, чем в водяном столбе.

### Придонные беспозвоночные
У придонных беспозвоночных из-за их высокого богатства разновидностей есть много методов захвата добычи. Фильтрующие создают ток через сифоны или бьющиеся ресницы, чтобы протянуть воду и её пищевое содержание к себе для процеживания. Травоядные используют приспособления для очистки, измельчения и рубки, чтобы питаться морскими водорослями и макрофитами. Собиратели прочесывают отложения, выбирая определенные частицы с хищными придатками. Беспозвоночные, питающиеся отложениями, потребляют осадок без разбора, переваривая любой органический материал, который он содержит. Наконец, некоторые беспозвоночные хищники захватывают и поглощают живых животных. Придонная зона является родиной уникальной группы фильтрующих, которые используют слабые движения тела, чтобы протянуть ток через норы, которые они создали в отложениях. Этот способ кормления требует наименьшего количества движений, позволяя этим разновидностям сохранить энергию. Небольшое количество беспозвоночных таксонов является хищниками в придонной зоне. Эти разновидности, вероятно, из других областей и прибывают в эти глубины только питаться. Подавляющее большинство беспозвоночных в этой зоне питаются отложениями, получая энергию из окружающих остатков.

### Рыбы
Размер рыбы, подвижность и чувствительные способности позволяют им иметь обширную базу добычи, покрывая многократные области зонирования. Как беспозвоночные, пищевые привычки рыбы могут быть категоризированы в гильдии. В морской зоне травоядные животные пасутся на придонных макрофитах или фитопланктоне, забираемых из водяного столба. Плотоядные животные включают рыб, которые питаются зоопланктоном в водяном столбе (zooplanktivores), насекомых на поверхности воды, на бентических структурах, или в осадке (насекомоядные), и тех, которые питаются другой рыбой (хищники). Рыб, которые потребляют остатки и получают энергию, перерабатывая этот органический материал, называют детритофагами. Всеядные существа потребляют разнообразную добычу, включая растительный, животный и органический материал. Наконец, члены паразитной гильдии потребляют пищу от различных хозяев, обычно других рыб или больших позвоночных животных. Таксоны рыбы гибки в своих питательных ролях, изменяя свои диеты в связи с доступностью добычи и условиями окружающей среды. Много разновидностей также подвергаются диетическим изменениям по мере того, как они развиваются. Поэтому вполне вероятно, что единственная рыба занимает разнообразные питательные гильдии на протяжении всей своей жизни.

### Пищевые цепи непроточных водоемов
Как отмечено в предыдущих секциях, непроточная биоматерия связана в сложной паутине трофических отношений. Эти организмы, как можно полагать, свободно связаны с определенными трофическими группами (например, основные производители, травоядные животные, первичные плотоядные животные, вторичные плотоядные животные, и т. д.). Ученые развили несколько теорий, чтобы понять механизмы, которые управляют изобилием и разнообразием в пределах этих групп. Очень похоже, нисходящие процессы говорят о том, что изобилие таксонов добычи зависит от действий потребителей на высших трофических уровнях. Как правило, эти процессы работают только между двумя трофическими уровнями без эффекта на другие. В некоторых случаях, однако, водные системы испытывают трофический каскад; например, это может происходить, если первичные производители испытывают меньшее давление от травоядных животных, потому что эти травоядные животные подавлены плотоядными животными. Восходящие процессы функционируют, когда изобилие или разнообразие членов более высоких трофических уровней зависит от доступности или качества ресурсов более низких уровней. Наконец, объединенная теория регулирования, bottom-up&top-down, объединяет предсказанные влияния доступности ресурса и потребителей. Это предсказывает, что трофические уровни, близкие к самым низким трофическим уровням, будут больше всего под влиянием восходящих сил, в то время как нисходящие эффекты должны быть самыми сильными на высших уровнях.

## Разнообразие и образцы сообществ

### Богатство на локальном уровне
Биоразнообразие непроточной системы увеличивается с площадью поверхности озера или водоема. Это заключается в более высокой вероятности нахождения наземных разновидностей в большой системы. Кроме того, поскольку у больших систем, как правило, более многочисленное население, шанс исчезновения видов уменьшен. Дополнительные факторы, включая температурный режим, pH-фактор, доступность питания, сложность среды обитания, процент видообразования, соревнование и хищничество связаны с числом разновидностей, представленных в пределах систем.

### Наследование образцов в планктонных сообществах — модель PEG
Фитопланктон и сообщества зоопланктона в системах озера подвергаются сезонной последовательности относительно питательной доступности, хищничества и соревнования. Соммер и др. описал эти образцы как часть модели Plankton Ecology Group (PEG) с 24 заявлениями, построенными из анализа многочисленных систем. Следующее включает в себя подмножество этих заявлений, как объяснил Бренмарк и Ханссон, последовательность иллюстрирования через единственный сезонный цикл:
Зима:
1. Увеличенная питательная и световая доступность приводит к быстрому росту фитопланктона к концу зимы. Доминирующие разновидности, такие как диатомовые водоросли, являются маленькими и имеют быстрые возможности роста. 2. Этот планктон потребляется зоопланктоном, которые становятся доминирующими таксонами планктона.
Весна:
3. Происходит фаза очищения воды, поскольку население фитопланктона истощается из-за увеличенного хищничества растущим числом зоопланктона.
Лето:
4. Изобилие зоопланктона уменьшается в результате уменьшенной добычи фитопланктона и увеличенного хищничества молодью.
5. С увеличенной питательной доступностью и уменьшенным хищничеством от зоопланктона, развивается разнообразие сообщества фитопланктона.
6. В то время как лето продолжается, питательные вещества становятся исчерпанными в предсказуемом порядке: фосфор, кварц и затем азот. Изобилие различных разновидностей фитопланктона варьируется относительно их биологической потребности в этих питательных веществах.
7. Зоопланктон маленького размера становится доминирующим типом зоопланктона, потому что они менее уязвимы, чтобы быть пойманными хищниками.
Спад:
8. Хищничество рыб уменьшено, понижаются температуры, и зоопланктон всех размеров увеличивается численно.
Зима:
9. Низкие температуры и уменьшенная легкодоступность приводят к более низким показателям основного производства и уменьшению численности фитопланктона. 10. Воспроизводство в зоопланктоне уменьшается из-за понижений температуры и уменьшения числа добычи.
Модель PEG представляет идеализированную версию этой последовательности, в то время как естественные системы известны их изменением.

### Широтные модели
Есть хорошо зарегистрированный глобальный пример, который коррелирует уменьшающееся разнообразие растений и животных с увеличивающейся широтой, то есть меньше разновидностей при движении к полюсам. Причина этого примера является одной из самых больших загадок для экологов сегодня. Теории для её объяснения включают энергетическую доступность, климатическую изменчивость, волнение, конкуренция, и т. д. Несмотря на этот глобальный градиент разнообразия, этот пример может быть неубедительным для пресноводных систем по сравнению с глобальными морскими и земными системами. Это точно может быть связано, поскольку Хиллебранд и Азовский нашли, что меньшие организмы (протозоа и планктон) не сильно следовали ожидаемой тенденции, в то время как большие разновидности (позвоночные животные) следовали. Они приписывали это лучшей способности меньших организмов к распространению, что привело к высокому глобальному заселению.

## Природные циклы озера

### Формирование озер
Озера могут быть сформированы различными путями, но наиболее распространенные кратко обсуждены ниже. Старейшие и крупнейшие системы являются результатом тектонической деятельности. Щелевые озера в Африке, например, результат сейсмической активности вдоль линии разделения двух тектонических плит. Сформированные льдом озера создавались, когда ледники отступали, оставляя позади провалы в формах ландшафта, которые тогда были заполнены водой. Наконец, озера-старицы являются речными, появляясь, когда блуждающий речной изгиб отсекается от главного канала.

### Естественное вымирание
Все озера и водоемы получают осадки. Так как эти системы действительно не расширяются, логично предположить, что они будут все более и более становиться мелкими, в конечном счете становясь заболоченными местами или земной растительностью. Продолжительность этого процесса должна зависеть от комбинации уровня отложения осадка и глубины. Мосс дает пример Озера Танганьика, которое достигает глубины 1500 м и имеет ставку отложения осадка 0.5 мм/год, предполагая, что при отложении осадка без вмешательства антропогенных факторов эта система должна исчезнуть приблизительно через 3 миллиона лет.

## Вмешательство человека

### Подкисление
Двуокись серы и окислы азота естественным путём исходят из вулканов, органических соединений в почве, заболоченных мест и морских систем, но большинство этих составов образуются при сгорании угля, нефти, бензина и плавления руд, содержащих серу. Эти вещества распадаются во влаге атмосферы и входят в непроточные системы с помощью кислотного дождя. У озер и водоемов, которые содержат основу, богатую карбонатами, есть естественный буфер, не приводящий ни к какому изменению pH-фактора. Системы без этой основы, однако, очень чувствительны к кислотным добавкам, потому что у них низкая мощность нейтрализации, приводящая к снижениям pH фактора даже из-за маленьких порций кислоты. При рН≈5-6 уничтожаются многие виды водорослей и сокращается биомасса, что приводит к увеличению водной прозрачности — характерная особенность окисленных озер. В то время как pH-фактор становится ниже, вся фауна уменьшает своё разнообразной. Самой значительной особенностью является разрушение воспроизводства рыбы. Таким образом, популяцию в конечном счете составляют из немногие, старые особи, которые в конечном счете умирают и оставляют системы без рыб. Кислотные дожди были особенно вредны для озер в Скандинавии, западной Шотландии, западном Уэльсе и северных восточных Соединенных Штатах.

### Эвтрофикация
Эвтрофицированные системы содержат высокую концентрацию фосфора (~30 +µg/L), азота (~1500 +µg/L), или обоих сразу. Фосфор входит в непроточные воды из сточных вод, от необработанных сточных вод или от стока с сельхозугодий. Азот главным образом прибывает из сельскохозяйственных удобрений в стоках или выщелачивания и последующего стекания грунтовой воды. Это увеличение питательных веществ, требуемых для первичных производителей, приводит к крупному увеличению роста фитопланктона, который называют цветением планктона. Это цветение уменьшает водную прозрачность, приводя к потере подводных растений. Вследствие сокращения структуры среды обитания возникают негативные воздействия на виды, которые используют его для размножения, созревания и жизни. Кроме того, большое количество коротко живущего фитопланктона приводит к большому количеству мертвой биомассы, осаждаемой на дне. Бактериям нужно большое количество кислорода, чтобы переработать этот материал, что приводит к уменьшению концентрации кислорода в воде. Это особенно ярко заметно в стратифицированных озерах, когда термоклин предотвращает перемешивание богатой кислородом воды на поверхности с более низкими уровнями. Низкие или бескислородные условия уничтожают существование многих таксонов, которые физиологически не терпимы к этим условиям.

### Агрессивные виды
Агрессивные виды были введены в непроточные системы посредством целенаправленных действий (например, проекты снабжения и через продовольственные виды), а также неумышленных событий (например, в балласте воды). Эти организмы могут затронуть местных жителей, конкурируя за добычу или среду обитания, хищничество, произвести изменение среды обитания, гибридизацию или привнесение вредных болезней и паразитов. Относительно аборигенного вида, захватчики могут вызвать изменения в размере и структуре возраста, распределении, плотности, приросте населения, и могут даже вести население к исчезновению. Примеры знаменитых захватчиков непроточных систем включают дрейссену и морскую миногу в Великих озерах.